# Ford Granada
Ford Granada är en serie personbilar, tillverkade av biltillverkaren Ford mellan 1972 och 1985. På den brittiska marknaden kallades även efterträdaren Ford Scorpio för Granada. Dessutom finns en amerikansk modell med samma namn som inte har något gemensamt med de europeiska modellerna.

## Mk I (1972-77)
Ford Granada generation ett presenterades 1972 tillsammans med den enklare systermodellen Ford Consul. Bilarna byggdes parallellt av Fords brittiska och tyska dotterbolag. Till Sverige kom bara tyskbyggda bilar. I Sverige var basmotorn i Consul en ny fyrcylindrig motor på 2 liter och 99 hk. Granadan hade som standard samma 2,3-liters sexcylindriga motor på 108 hk som fanns i föregångarna 20M XL och 20M RS. Granadan hade kromade detaljer både in- och utvändigt och hade ofta metalliclack och vinyltak. Toppmodellen GXL hade en treliters sexcylindrig motor på 138 hk som även kallas Essex (tillverkades i England och var inte besläktad med de tyska sexcylindriga motorerna (Ford Cologne V6) och automatisk växellåda. Motorn karaktäriseras av [källa behövs]sitt mustiga bottendrag och uppskattades av motorjournalister för sin V8-karaktär. I övrigt var den utrustad med till exempel sollucka, radio och tonade rutor. Modellen fanns först som 4-dörrars sedan, 2-dörrars coupé samt som 5-dörrars kombi, men kom redan 1973 också som 2-dörrars sedan.
1974 ersattes GXL-modellen av Ghia. 1975 försvann modellnamnet Consul och ersattes helt av Granadan. Med 1976 års modell försvann trelitersmotorn (Essex) och ersattes av den tyska Ford Cologne V6 2,6-liters sexcylindrig motor som på grund av svenska avgasreningskrav inte gav mer än 107 hk och dessutom hade högre bränsleförbrukning än föregångaren. Coupémodellen blev lätt omarbetad med ett annorlunda tak.
När den första generationen var ny uppmärksammades denna för sin nya avancerade fyrledade bakaxel (egentligen ett arv från den brittiska företrädaren Zephyr Mk IV), en typ av hjulupphängning som senare även BMW och Mercedes-Benz kopierade.

### Brittiska modeller
Bilar byggda av brittiska Ford fick ärva motorerna från företrädaren Zephyr Mk IV.

#### Versioner
| Modell         | Årsmodell | Motor               | Cylindervolym | Effekt | Bränslesystem   |
| -------------- | --------- | ------------------- | ------------- | ------ | --------------- |
| Consul 2000    | 1972-74   | 4-cyl V-motor ohv   | 1996 cm³      | 82 hk  | Enkel förgasare |
| Consul 2500    | 1972-74   | 6-cyl V-motor ohv   | 2494 cm³      | 120 hk | Enkel förgasare |
| Consul 3000 GT | 1972-74   | 6-cyl V-motor ohv   | 2993 cm³      | 138 hk | Enkel förgasare |
| Granada 2500   | 1972-77   | 6-cyl V-motor ohv   | 2494 cm³      | 120 hk | Enkel förgasare |
| Granada 3000   | 1972-77   | 6-cyl V-motor ohv   | 2993 cm³      | 138 hk | Enkel förgasare |
| Granada 2000   | 1975-77   | 4-cyl radmotor SOHC | 1993 cm³      | 99 hk  | Enkel förgasare |

### Tyska modeller
Bilar byggda av tyska Ford fick ärva motorerna från företrädarna 20M och 26M.

#### Versioner
| Modell         | Årsmodell | Motor               | Cylindervolym | Effekt | Bränslesystem   |
| -------------- | --------- | ------------------- | ------------- | ------ | --------------- |
| Consul 1700    | 1972-74   | 4-cyl V-motor ohv   | 1699 cm³      | 65 hk  | Enkel förgasare |
| Consul 1700 S  | 1972-74   | 4-cyl V-motor ohv   | 1699 cm³      | 75 hk  | Enkel förgasare |
| Consul 2000 S  | 1972-74   | 4-cyl radmotor SOHC | 1993 cm³      | 99 hk  | Enkel förgasare |
| Consul 2300 GT | 1972-74   | 6-cyl V-motor ohv   | 2293 cm³      | 108 hk | Enkel förgasare |
| Consul 3000 GT | 1972-74   | 6-cyl V-motor ohv   | 2993 cm³      | 138 hk | Enkel förgasare |
| Granada 2000   | 1972-77   | 6-cyl V-motor ohv   | 1998 cm³      | 90 hk  | Enkel förgasare |
| Granada 2300   | 1972-77   | 6-cyl V-motor ohv   | 2293 cm³      | 108 hk | Enkel förgasare |
| Granada 2600   | 1972-77   | 6-cyl V-motor ohv   | 2550 cm³      | 125 hk | Enkel förgasare |
| Granada 3000   | 1972-77   | 6-cyl V-motor ohv   | 2993 cm³      | 138 hk | Enkel förgasare |
| Granada 1700   | 1975-77   | 4-cyl V-motor ohv   | 1699 cm³      | 70 hk  | Enkel förgasare |
| Granada 2000 S | 1975-77   | 4-cyl radmotor SOHC | 1993 cm³      | 99 hk  | Enkel förgasare |

## Mk II (1977-85)
Den andra generationen Ford Granada hade betydligt stramare och kantigare kaross men var mekaniskt sett i stort sett oförändrad. Den fanns i 4 dr sedan, 2 dr sedan och 5 dr Herrgårdsvagn. Den största nyheten var den bränsleinsprutade 2,8-liters sexcylindriga motorn på 151 hk som kunde fås med antingen 3-stegad automatlåda eller 4 växlad manuell. Med den nya sexan i Granadafamiljen kunde Ford stoltsera med, för 1978, god prestanda: 0-100 avverkades på knappa 9 sekunder (manuell) och topphastigheten låg på svindlande 192 km/h. En 4 cyl dieselmotor på blygsamma 63 hk tillkom också.
Utrustningsvarianterna i Sverige hette 2.0 L, 2.0 GL, 2.1 DL, 2.8i L, 2.8i LS, 2.8i GL, 2.8i GLS och 2.8i Ghia (X). Kombi gick inte att få som diesel, "S" eller Ghia, tvådörrars fanns inte som diesel, GL, GLS eller Ghia. 1980 ändrades inredningarna något och en ny femväxlad manuell växellåda tillkom som tillval, den blev dock standard på Ghia. LS och GLS var utrustad med sportig utrustning som TRX fälgar etc, den sistnämnda den lyxigare av dem - medan Ghian var fortsatt flaggskepp. Vinyltak gick fortfarande att få.
Till 1983 års modell genomgick Granadan en omfattande genomarbetning och den femväxlade manuella växellådan blev standard i Sverige, vilket gav bättre bränsleekonomi. Utseendet blev något förändrat med stötfångare som gick runt hörnen, annorlunda lister och en annorlunda grill med mera. Dieselmotorn byttes mot en 2,5 liters på 69 hk. Tvådörrarsversionen försvann. Automatlådan var kvar oförändrad.
I kampen om de sportiga köparna lanserades "2.8 Injection" som var baserad på GL men med sportigare attityd. I Sverige hade alla Granada med 2,8-litersmotorn redan bränsleinsprutning p g a avgasreningskrav, men modellen fick ändå heta ”Injection”. GLS slopades i och med Injection och Ford tog steget längre med siktet mot BMW 528. Utmärkande för 2.8 Injection modellen var vita TRXfälgar på 390 mm, lägre chassi med grövre krängningshämmare, spoiler fram och bak, extraljus, svarta handtag, svarta lister, Injection-dekal bak samt två tunna stripes från för till akter. Till Injectionmodellen kunde även Recaro-stolar väljas till (standardutrustning 1984).
Granadan blev alltmer välutrustad med åren och utrustning såsom elhissar, elspeglar, elsäten, elsollucka, färddator, luftkonditionering och nivåreglering var vanlig utrustning på lyxmodellen Ghia som dessutom hade extra ljudisolering. 
Prismässigt konkurrerade de enklare Granadorna med bilar som VW Passat (som dock var avsevärt mindre) medan de finaste Granadamodellerna konkurrerade med Mercedes- och BMW-bilarna i samma storlek. En Granada Ghia kostade närmare 70 000 kr.
Cirka 68 900 Ford Granada har sålts i Sverige. Trots detta så finns det inte många exemplar kvar idag, de flesta rullade sina mogna 40-50 000 mil och hade sedan inte turen att hamna hos en entusiast.

### Versioner (*såldes ej i Sverige)
| Modell          | Årsmodell | Motor               | Cylindervolym | Effekt     | Bränslesystem      |
| --------------- | --------- | ------------------- | ------------- | ---------- | ------------------ |
| *Granada 1.7    | 1978-81   | 4-cyl V-motor ohv   | 1699 cm³      | 75 hk      | Enkel förgasare    |
| *Granada 1.9 D  | 1978-79   | 4-cyl radmotor ohv  | 1948 cm³      | 54 hk      | Dieselmotor        |
| Granada 2.0     | 1978-85   | 4-cyl radmotor SOHC | 1993 cm³      | 101-105 hk | Enkel förgasare    |
| *Granada 2.0 V6 | 1978-85   | 6-cyl V-motor ohv   | 1998 cm³      | 90 hk      | Enkel förgasare    |
| *Granada 2.3    | 1978-85   | 6-cyl V-motor ohv   | 2293 cm³      | 108-114 hk | Enkel förgasare    |
| *Granada 2.8    | 1978-85   | 6-cyl V-motor ohv   | 2792 cm³      | 135 hk     | Enkel förgasare    |
| Granada 2.8 i   | 1978-85   | 6-cyl V-motor ohv   | 2792 cm³      | 151 hk     | Bränsleinsprutning |
| Granada 2.1 D   | 1979-81   | 4-cyl radmotor ohv  | 2112 cm³      | 63 hk      | Dieselmotor        |
| *Granada 1.6    | 1982-85   | 4-cyl radmotor SOHC | 1593 cm³      | 75 hk      | Enkel förgasare    |
| Granada 2.5 D   | 1982-85   | 4-cyl radmotor ohv  | 2499 cm³      | 69 hk      | Dieselmotor        |

## Mk III (1985-94)
År 1985 lanserades ersättaren Ford Scorpio. Man behöll dock namnet Granada på de brittiska öarna fram till 1994. Namnet "Scorpio" användes som en utrustningsnivå ovanför Ghia och modellen hette då Ford Granada Scorpio. 

## US Granada (1975-82)
I Nordamerika såldes mellan 1975 och 1982 en bil med namnet Ford Granada, som var helt orelaterad till den europeiska Granadan, även om storleken var ungefär densamma.

### Versioner
| Modell | Årsmodell | Motor              | Cylindervolym | Effekt | Bränslesystem   |
| ------ | --------- | ------------------ | ------------- | ------ | --------------- |
|        | 1975-82   | 6-cyl radmotor ohv | 3272 cm³      | 96 hk  | Enkel förgasare |
|        | 1975-80   | 6-cyl radmotor ohv | 4092 cm³      | 98 hk  | Enkel förgasare |
|        | 1975-80   | 8-cyl V-motor ohv  | 4942 cm³      | 139 hk | Enkel förgasare |
|        | 1975-80   | 8-cyl V-motor ohv  | 5769 cm³      | 154 hk | Enkel förgasare |
|        | 1981-82   | 6-cyl V-motor ohv  | 3791 cm³      | 112 hk | Enkel förgasare |
|        | 1981-82   | 8-cyl V-motor ohv  | 4186 cm³      | 120 hk | Enkel förgasare |

## Bilder

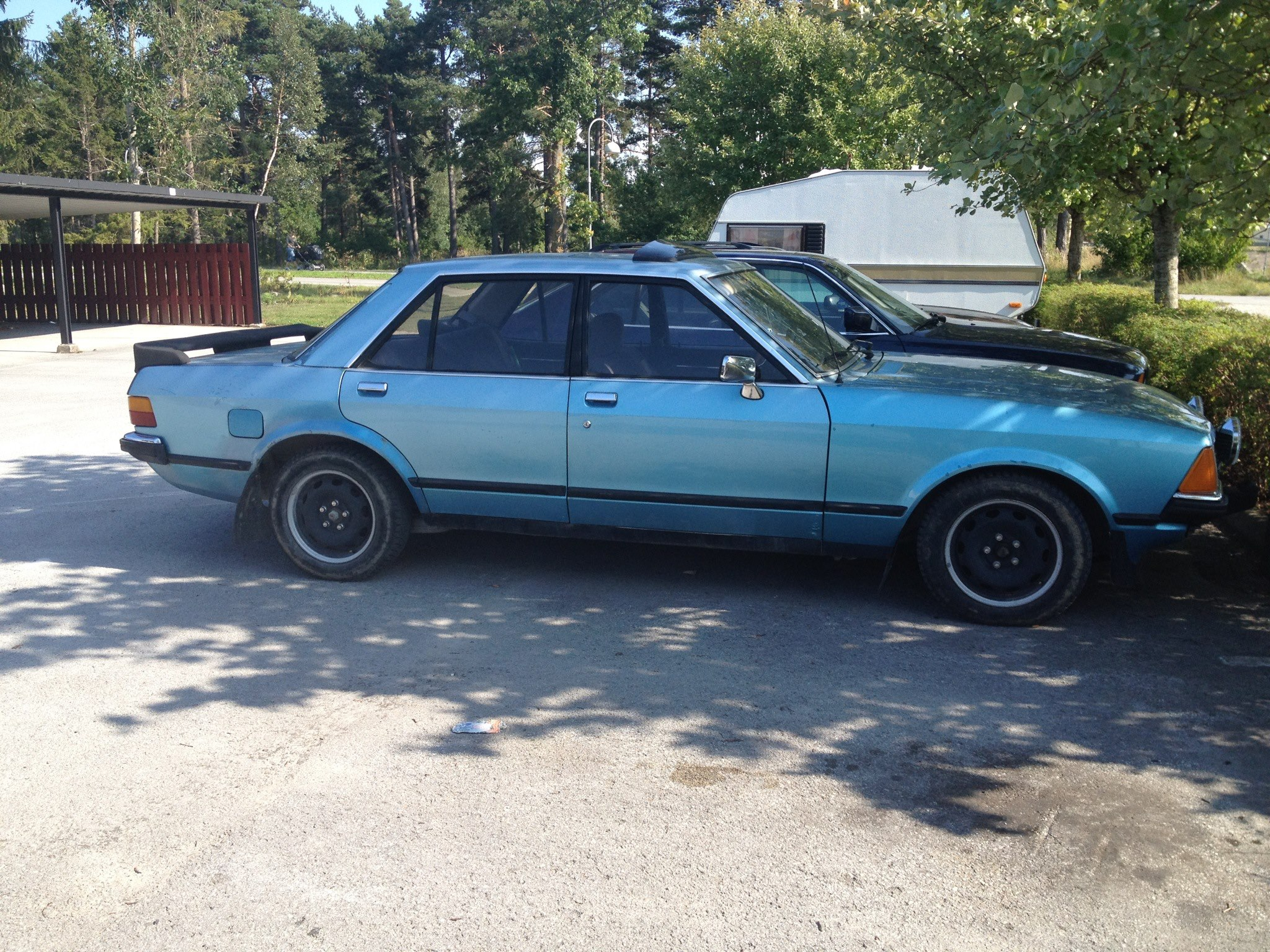
Ford Granada 2.8 L V6
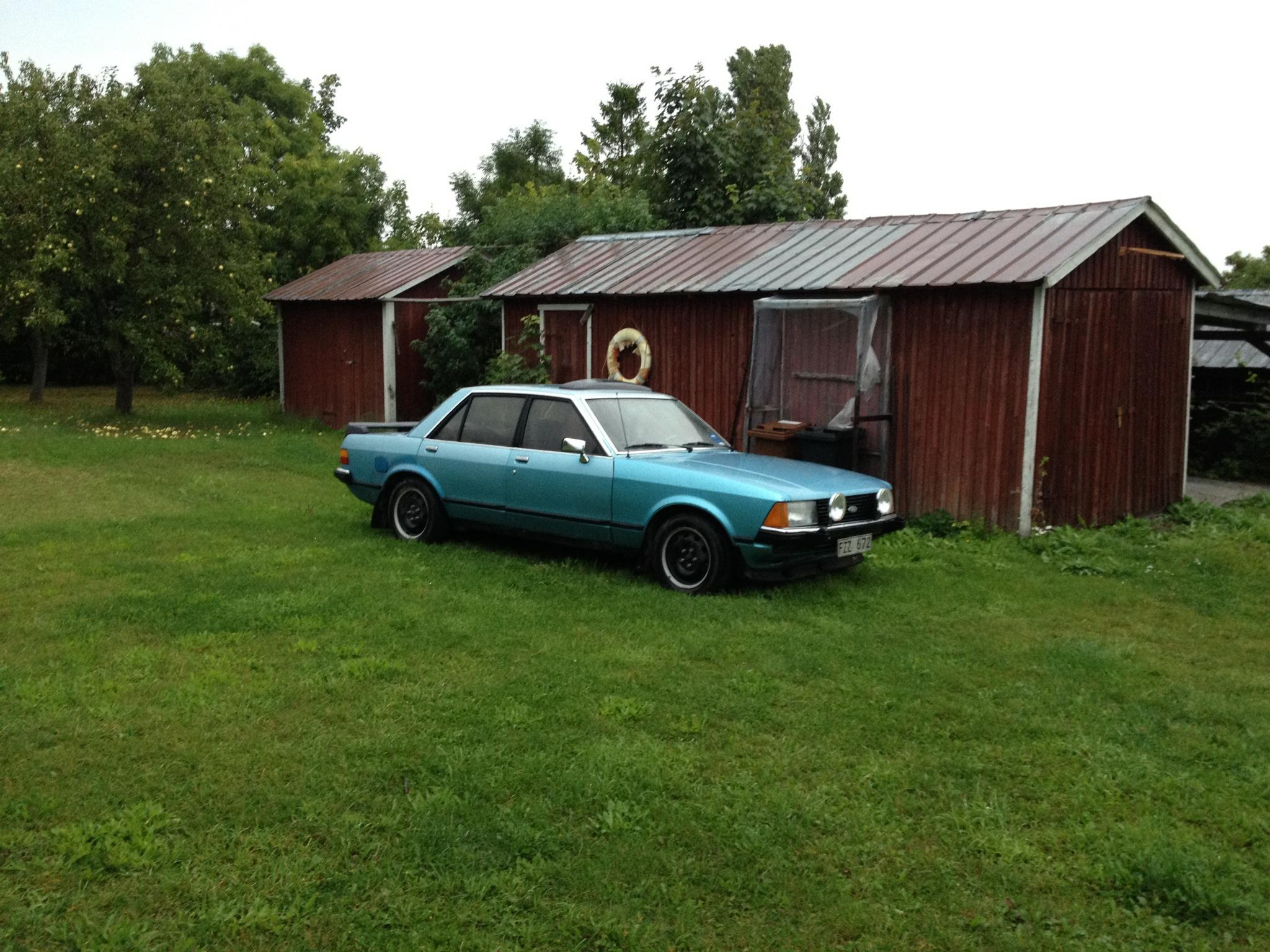
Ford Granada 2.8L V6